# 라농가섬

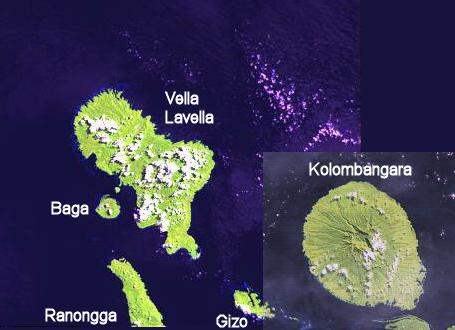
뉴조지아 제도를 구성하는 섬들의 위성 사진

라농가섬(Ranongga Island)는 남태평양과 솔로몬 제도에 위치한 섬으로 면적은 142km2, 길이는 28km, 높이는 869m, 인구는 약 2,500명이다. 뉴조지아 제도에 위치하며 행정 구역상으로는 서부주에 속한다.
심보섬에서 북동쪽으로 8km, 기조에서 남서쪽으로 8km 정도 떨어진 곳에 위치한다. 1787년에 리드(Read)와 데일(Dale)이라는 이름을 가진 선원에 의해 발견되었다. 라농가섬에 형성된 마을들의 대부분이 섬 동부에 위치한다.